# Turnabout
{
Turnabout é um filme de comédia produzido nos Estados Unidos e lançado em 1940.